# Castilia angusta
Castilia angusta är en fjärilsart som beskrevs av William Chapman Hewitson 1868. Castilia angusta ingår i släktet Castilia och familjen praktfjärilar. Inga underarter finns listade i Catalogue of Life.

## Bildgalleri

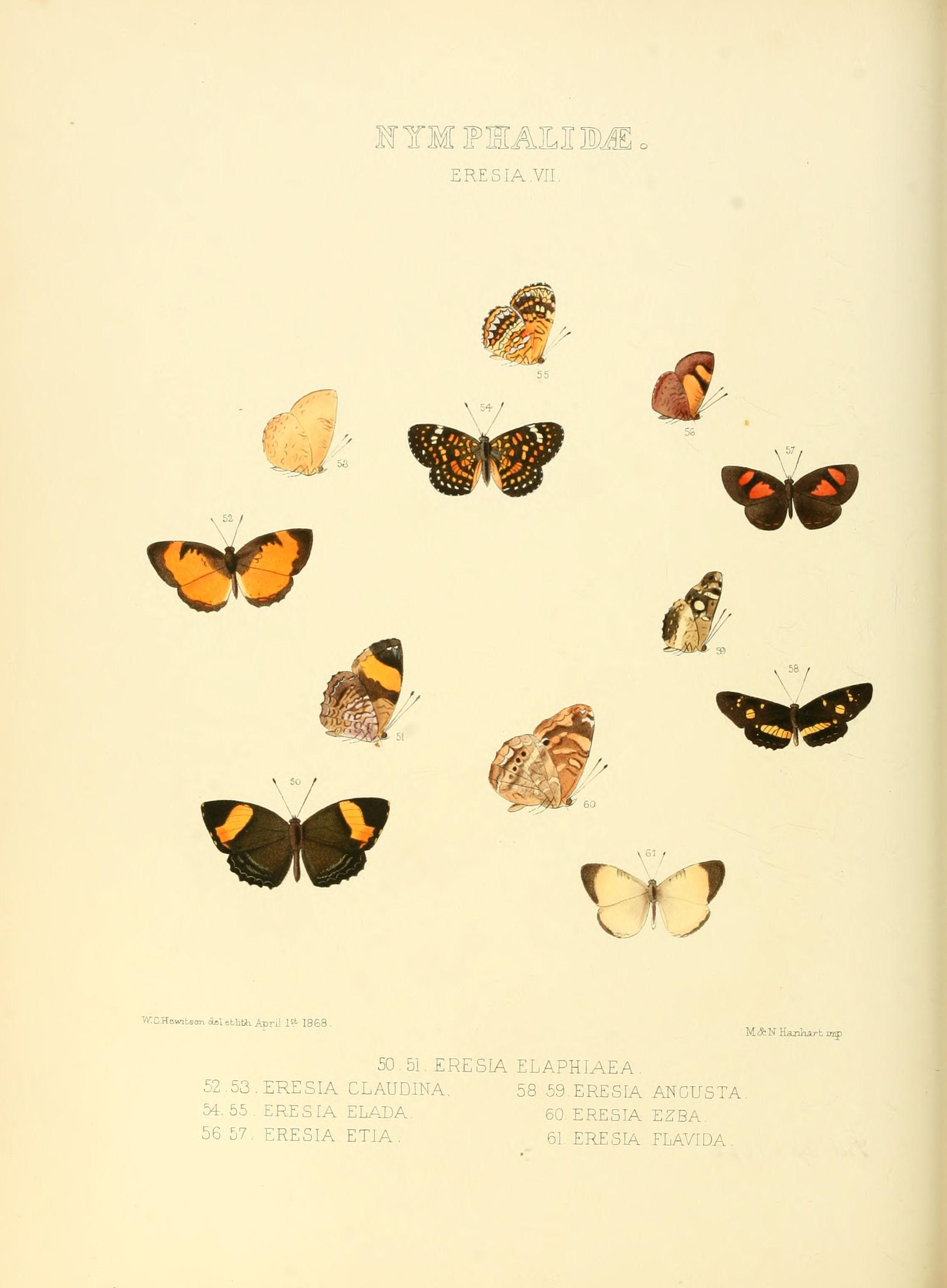